# Marcia (concubine van Commodus)
Marcia Aurelia Ceionia Demetrias, beter bekend als Marcia, was de concubine en in 193 een van de moordenaars van de 2e-eeuwse Romeinse keizer Commodus (182-193). 
Marcia was de dochter van Marcus Aurelius Sabinianus Euhodius, een vrijgelatene van de mede-keizer Lucius Verus. Ze was eerst concubine van Marcus Ummidius Quadratus.

## Voetnoten
1. ↑  Lightman, Marjorie en Benjamin Lightman. Biographical dictionary of ancient Greek and Roman women: notable women from Sappho to Helena. New York: Facts On File, 2000, blz. 157.